# Aldo Brizzi
Aldo Brizzi (Alessandria, 7 giugno 1960) è un compositore e direttore d'orchestra italiano.

## Biografia
Di formazione classica, studia presso il Conservatorio di Musica "Giuseppe Verdi" di Milano; si è in seguito laureato al DAMS di Bologna con una tesi su "Le sorgenti inudibili del suono - la musica di Horatiu Radulescu". In seguito si perfeziona con Leonard Bernstein (all'Accademia di Santa Cecilia a Roma), Pierre Boulez (al Centre Akanthes di Avignone) Archiviato il 20 novembre 2020 in Internet Archive. e Sergiu Celibidache (all'Università di Magonza, alla Scuola di Alto Perfezionamento di Saluzzo e ai suoi corsi e incontri privati a Monaco di Baviera e a Parigi). Negli anni ottanta ha frequentato Giacinto Scelsi, dal quale ha intuito il potere del suono oltre la mera scrittura. I corsi di Fenomenologia della musica e direzione d'orchestra di Sergiu Celibidache gli hanno ulteriormente indicato la strada da percorrere.

### Aldo Brizzi compositore
Ha scritto musiche da camera, sinfoniche, brani elettronici, opere e canzoni per formazioni quali gli archi della Filarmonica di Berlino, l'Orchestre Philharmonique de Radio France, the European Union Youth Orchestra, Bamberger Symphoniker, Baden-Baden Radiosymfonieorkester, Orchestra della Radio Danese, Orchestra del Cantiere di Montepulciano, Arditti String Quartet, Ensemble Orchestrale de Lyon, Ensemble de cuivres et perc de l'InterContemporain di Parigi, etc.
Esordisce con il brano Piccola Serenata eseguito nel 1979 dal Grupo de Música Contemporânea de Lisboa alla Fondazione Gulbenkian. Si tratta di un brano per flauto, viola e percussione, legato al concetto di opera aperta, negli ultimi anni in cui le avanguardie storiche erano ancora in piena attività.
Il primo gennaio 1981 è il primo compositore vivente ad essere eseguito dalla European Union Youth Orchestra con Objet d'art per flauto e archi diretto da James Judd, brano selezionato nel concorso "Venezia Opera Prima" organizzato dal Teatro La Fenice di Venezia dove viene eseguito da Roberto Fabbriciani, flauto solista e Antonello Allemandi, direttore. In questo brano, la decomposizione timbrica sostituisce la percezione armonica e in parte quella ritmica per assurgere così a momenti segretamente poetici che si dilatano ulteriormente in "Wayang Purwa", per oboe e orchestra, sempre nel 1981, eseguito al Cantiere d'Arte di Montepulciano, solista Burkhard Glaetzner, direttore Jan Latham Koenig.
Dopo questo inizio, in cui la dialettica e i riferimenti alle avanguardie storiche sono palesi, inizia una serie di pezzi da camera dove un canto segreto, come sospeso in un labirinto di silenzi, si fa spazio in maniera sottile e delicata. Tra i brani di questo periodo "Schizzi da boudoir" per clarinetto e pianoforte del 1981, eseguito in prima al Southbank Centre di Londra da Mark Van de Wiel e Latham Koenig, "Mirtenlied" per flauto e arpa, presentato in prima assoluta all'Auditorium 104 di Radio France a Parigi da Pierre-Yves Artaud e Sylvie Beltrando nel 1982 e Canto sulla lontananza per viola sola, eseguita in prima Antônio Oliveira e Silva alla Fondazione Gulbenkian a Lisbona nel 1983, in seguito registrato in un disco vinile da Vincent Royer (1985) e su CD da Maurizio Barbetti (1996).
Conosce e frequenta Giacinto Scelsi, il quale, senza mai essersi assunto il ruolo di "maestro di composizione", in forma sottile, lo spinge a percepire il suono come una profonda evoluzione interiore. Horațiu Rădulescu lo introduce ai segreti dell'immaginario sonoro visto attraverso la lente dei fenomeni acustici insiti nel suono stesso, "all’intimità del gesto rituale a cui è approdata ogni composizione di Rădulescu nel costante processo di avvicinamento alla sacralità ancestrale, antecedente alle strutture religiose e ai linguaggi, in una liberazione istintiva del suono intesa come evento naturale.
Nel 1982 frequenta i Ferienkuerse für Neue Musik di Darmstadt, dove, nell'effervescente atmosfera internazionale creata dall'allora direttore Friedrich Hommel, inizia la carriera di direttore d'orchestra dirigendo un brano di Kübler. Nello stesso anno il soprano canadese Brenda Mitchell presenta a Darmstadt la prima de Della grande attesa (1978-81) per voce femminile su testi di Friedrich Nietzsche. Nell'edizione successiva dei Ferienkurse, nel 1984, come compositore, vince lo Stipendienpreis. Nel 1986 dirige uno storico concerto monografico di musiche di Scelsi seguito da un secondo nel 1988 nel Duomo di Spira, tre giorni dopo che il mondo della musica aveva appreso la notizia della morte di Giacinto Scelsi, dirigendo i grandi solisti della musica contemporanea, da Irvine Arditti a Fernando Grillo, da Rohan de Saram a Pierre-Yves Artaud. Nel 1990 viene nominato direttore degli Ensemble des Ferienkurse e rimane in carica fino al 1994.
Nel 1983 inizia una serie di composizioni per strumento solo, "De la trasmutatione de' metalli", brani che, in contrasto con le delicate sospensioni sonore dei brani precedenti, iniziano a scandagliare l'universo fenomenologico del suono con una forza ritmica e, attraverso glissati e battimenti, una polifonia microtonale assai vigorosa. Il primo, per il sassofonista Daniel Kientzy è scritto per due sassofoni suonati contemporaneamente dallo stesso interprete al quale è anche affidata una terza linea di suoni da emettere con la voce. Il secondo, per tuba e voce (un solo esecutore), è scritto per Mel Cultberson, che lo esegue in prima a Nancy. Il terzo, per contrabbasso, traspone su due-tre corde suonate simultaneamente tutto il potenziale di polifonia microtonale già sviluppata in precedenza ma con un arco indipendente che sempre induce all'enfasi ritmica ripetitiva dal carattere ormai del tutto personale. Questo procedimento inizia a sfiorare momenti ipnotici che il suono aveva sempre esaltato in musiche etniche non occidentali ma raramente nella musica contemporanea. De la trasmutatione de' metalli III vince il Concorso Franco Evangelisti (presidente della giuria Ennio Morricone), nel 1986. De la trasmutatione de' metalli IV, per percussione, del 1988, scritto per Thierry Miroglio, eseguito in prima al festival MANCA a Nizza. Le percussioni sono solo strumenti a pelle, tra i quali 4 timpani in costante glissando che arrivano a mantenere la stessa pulsazione spettrale dei brani precedenti. Sul programma di sala Robin Freeman scrive: "De la transmutatione de' metalli IV traduce in cerimonia, in rito, l'opus alchemico pur portando avanti in un modo sottilissimo quell'arte della pulsazione che dà un profilo tutto particolare alla musica di Aldo Brizzi". De la trasmutatione de' metalli V, per violino, riprende i moduli polifonici del pezzo per contrabbasso, alternando suoni normali ad armonici. Il brano vince il Junge Komponisten Forum di Colonia e viene eseguito alla WDR da Saschko Gawriloff nel 1989. Il sesto brano, per pianoforte, è anch'esso basato su una sola nota in incessante trasformazione e parte dal principio di un ritmo ripetitivo e ossessivo. Viene eseguito al New Music Festival di Bucarest da Silvia Belfiore nel 1992 e nella sua versione definitiva da Oscar Pizzo al festival Antasten di Heilbronn nel 2003. Il settimo e ultimo brano della serie è per chitarra, ed è stato scritto per Francesco Cuoghi che l'ha eseguito in prima a Bruxelles nel 2000.
Nel frattempo Aldo Brizzi scrive un breve quartetto per archi "...da un frammento" presentato dal Quartetto Arditti al Festival de la Rochelle, e brano per soprano leggero e ensemble, "Le erbe della Thule", su testi/suggestioni poetiche di Harry Martinson, eseguita dall'Ensemble 2E2M al Centre Pompidou di Parigi diretto da Paul Méfano, soprano Judy Wham. "Il libro dell'interrogazione poetica I" per 6 percussionisti e 9 strumenti, arreca una "scrittura assai complessa che libera violentissimi suoni isolati delle percussioni ad un ruotare costante a diverse velocità differenti, simultaneamente, dei primi 57 armonici dello spettro di Mi da parte degli altri strumenti". Questo brano ha vinto il premio dell'Anno Europeo della Musica indetto dal Festival d'Automne Paris, WDR, Biennale di Venezia – dove la giuria era composta da Iannis Xenakis, Luigi Nono, Helmuth Lachelman, Mario Messinis ed è stato eseguito in prima alla WDR di Colonia nel 1985 dall'Ensemble Köln diretto da Robert Platz.
Nel 1986 scrive "Kammerkonzert n. 1" per flauto, clarinetto, violino e pianoforte, brano in due movimenti che sono il sunto delle diverse tappe messe a fuoco da Brizzi in quei primi anni. Il primo movimento si rifà alle sottigliezze di melodie quasi impercettibili che si sciolgono nel silenzio e viceversa, il secondo movimento invece s'ispira alla serie de "La trasmutatione de' metalli". Qui i "quattro strumenti si fondono fino a divenire come un unico "solo" strumento, creando una percezione di differenti piani e prospettive di tempo, dinamica, ritmo e timbro come provenienti da un'unica sorgente di suono che si percepisce ricca di energia ritmica". La prima esecuzione è avvenuta all'Israel Festival, a Gerusalemme, con il Nuovo Ensemble Italiano diretto dall'autore nel 1986.
Altri brani di quegli anni sono "for Racheli", brevissimo prezzo per violoncello del 1986 eseguito in prima da Rohan de Saram al Duomo di Spira per i Ferienkurse di Darmstadt 1988 e "Déchets d'atelier" per due pianoforti, dove la micropoliritmia del ribattuto viene esaltata e resa struttura portante del brano.
Su invito del Centre Européen for la Recherche Musicale de Metz, Brizzi scrive "Mi ha sefer..", gigantesco affresco per più di 150 parti di sassofono (dal sopranino al contrabbasso) registrate da Daniel Kientzy su nastro magnetico, ognuna su un'altezza e ritmo ribattuto a velocità differenti. Per l'esecuzione dal vivo si aggiungono una parte di sassofono e di percussione. La prima esecuzione, ai Rencontres Internationales de Metz, nel 1986 è stata eseguita da Daniel Kientzy e Jean-Pierre Drouet.
Nel 1987 scrive "Il libro dell'interrogazione poetica III" per tre voci di basso, 2 percussionisti (che suonano solo tam-tam e gong amplificati e spazializzati) e 7 ottoni. Qui il gioco spettrale si fa ancora più sottile, tra le risonanze che si rimandano incessantemente gli strumenti e il gioco più poliritmico che polifonico delle articolazioni, quasi cluster vocali che ricordano certe modalità tibetane, delle tre voci di basso. La prima è avvenuta all'Abbazia di Royaumont, eseguita dagli Singcircle di Londra e dall'ensemble de cuivres et percussions de l’InterContemporain, diretti da Annick Mink nel 1987.
Il "Kammerkonzert n. 2" scritto per la Philharmonisches Kammermusik Collegium Berlin (un gruppo di solisti della Filarmonica di Berlino) è stato eseguito dapprima alla Fondazione Sophia Antipolis, ad Antibes nel 1989 e a Orléans nel 1990, sempre dalla formazione berlinese diretta da Aldo Brizzi. I 10 archi solisti in pochi, intensissimi minuti compiono una sintesi tra ciò che nel Kammerkonzert n. 1 era suddiviso in due movimenti: melodie, qui microtonali, quasi corali, che "sorgono e svaniscono nel silenzio, alternate o sovrapposte a scariche di energia ritmica su una sola nota, un Fa, e su glissandi che ne arricchiscono i fenomeni che si autogenerano, fino a prospettare una terza dimensione sonora".
Da un colloquio con Giacinto Scelsi nasce l'idea di rifare la strumentazione dei "Funerailles d'Alexandre", un suo brano degli anni '60. Brizzi propone all'autore un'orchestrazione per sassofono contrabbasso privo d'imboccatura, pianoforte suonato sulla cordiera eccitando le singole corde con fili di nylon (secondo il principio del sound icon di Radulescu), controfagotto, contrabbasso e percussione per avvicinarsi quanto possibile a quell'immagine suggerita da Scelsi di trombe che fanno crollare i muri, come a Gerico. Prepara questa versione nell'estate del 1988, a Berlino, nell'appartamento dove era vissuto Cage. Ma Scelsi non arriverà ad ascoltare questa versione, in quanto eseguita al festival Musica di Strasburgo, nel settembre 1988, nel primo concerto postumo dedicato alla musica di Scelsi. Da questo momento l'orchestrazione e versioni di brani pre-esistenti diviengono per Brizzi un modo di ri-creazione, partendo dallo stesso principio che Augusto de Campos indica per la traduzione creativa, rinominandola intraduzione e in seguito extraduzione.
La summa di quanto esposto a livello di principio compositivo nei suoi vari differenti aspetti nei brani fino ad ora elencati, viene riassunta e fatta esplodere nelle sue potenzialità in "Morgana" (1986-1989) che arreca come sottotitolo "tre studi sull'illusorio per un balletto immaginario", per grande orchestra sinfonica. La prima esecuzione avviene a Parigi, con l'Orchestre Philharmonique de Radio France diretta da Jan Lathan-Koenig nel 1989.
Dal 1990 fino al 1992 Brizzi non scrive musica. La crescente carriera di direttore d'orchestra, i viaggi e soprattutto i soggiorni in Messico dove inizia ad intuire che un mondo senza l'apporto della musica popolare (quella autentica) non è poi così ricco. Tace, viaggia, ascolta. E nel 1993 approda a Salvador Bahia, città decisiva per la sua vita e carriera. A Bahia "ascolta la percussione afro-brasiliana e ne rimane folgorato". Nella successione poliritmica e così carica di swing di gruppi come Olodum (quando suonava ancora all'aperto senza amplificazione) Brizzi intravedeva delle "potenzialità timbriche, poliritmiche e addirittura spettrali in grado di dare nuova linfa alla sua musica euro-occidentale".
Nel 1993 inizia una serie di brani che sfoceranno nel suo primo CD monografico "The labyrinth trial". Il primo è "Nochecita", scritto nel 1993 per percussionisti che suonano tre strumenti a tastiera uguali (vibrafoni, glockenspiel, etc.) alternati a parti di maracas. Segue "Tardecita" per due chitarre, anch'esso, come il precedente, basato su trascrizioni di ritmi africani o afro-latino-americani, decontestualizzati e inseriti in un ordine di armonie spettrali. Segue "el olvido, el futuro" per viola, live electronics e nastro, del 1997, dove il lavoro elettronico è stato preparato all'UPIC a Parigi e la prima eseguita da Maurizio Barbetti alla Geode di Parigi. "Orphée" per flauto, arpa, viola e chitarra è stato scritto nel 1995 ed eseguito nello stesso anno alla Fondazione Gulbenkian dal Grupo de Música Contemporânea de Lisboa diretto da Jorge Peixinho. Ma il brano più emblematico è "L'épreuve du Labyrinthe" per viola e nastro. Il nastro consiste esclusivamente in suoni di viola preregistrati e sovrapposti sulla base di frammenti ritmici estratti dalla musica popolare afro-brasiliana. I suoni della viola sono trasformati da filtri digitali fino a risultare la simulazione di una batteria di percussioni. Il nastro è stato realizzato negli studi del GRAME di Lione nel 1995 e la prima esecuzione è stata realizzata nel 1996 al festival Musiques en Scène di Lione da Maurizio Barbetti. Il disco esce nel 1998 e fa scrivere ad Augusto de Campos: "Quello che spicca nelle composizioni di Brizzi è il nuovo respiro che porta alla cosiddetta "musica spettrale", in quel suo riciclare originalissimo della musica percussiva afro-latina di cui si nutre. Così facendo non tende ad auto-folclorizzarsi, ma piuttosto a de-folklorizzare queste creazioni spontanee di arte popolare che, estratte dai contesti di spettacolo che tendono alla normalizzazione e alla formula, rinvigoriscono l'area della libera ricerca. Qui, liberi dalle imposizioni della comunicabilità immediata, i ritmi e i movimenti possono essere fuori dagli schemi, con audaci discontinuità e sovrapposizioni. D'altra parte, è possibile stimolare il discorso erudito e cerebrale con il duende delle creazioni primitive e cercare gli eidos sonori - non gli stereotipi, ma gli archetipi e i prototipi dell'esperienza musicale, in ciò che è più universale e meno campanilista".
Il disco esce con un art-design dell'artista argentina Inés Fontenla, tratto dal suo lavoro Terra inquieta Archiviato il 5 febbraio 2021 in Internet Archive. nel quale Brizzi ha riconosciuto un legame con quella che è poi stata definita da Raffaele Bella come "musica delle nuove geografie" che poi l'ha portata a realizzare video d'arte su tre brani e, aggiungendo alle proiezioni dei momenti di danza e scenografia, la presentazione del disco, tra il 1998 e il 2000 a Roma, Madrid, Acqui Terme, Bruxelles, Oporto, Salvador Bahia, San Paolo, La Havana, Milano, è diventato il primo spettacolo multimedia di Aldo Brizzi.
Da questo disco attingono artisti tra i più svariati: Alfredo Arias inserisce queste musiche nei suoi spettacoli “Le frigo”, di Copi, Théâtre de Chaillot, Parigi 1999 e “Les Bonnes” di Jean Genet, Théâtre de l'Athénée, Parigi 2001. Ilze Scamparini utilizza "L'épreuve du Labyrinthe" per un documentario della Rede Globo sull'Afghanistan (2001) e la cineasta June Meirelles trasforma la musica del CD di Brizzi in colonna sonora di ben due film: O olho do abutre e Venha a ver o por do sol.
Durante questo periodo di intenso approfondimento verso nuove direzioni Brizzi riceve una commissione per un pezzo per grande orchestra dai Donaueschinger Musiktage (1994). Scrive "Nosce te ipsum" per grande orchestra a microintervalli composta esclusivamente da strumenti a suono continuo, summa di micro-melodie-timbro dal rigore contrappuntistico privo da qualsiasi tipo di ornamentazione Viene eseguita a Donaueschingen dalla SWF Sinfonieorchester Baden-Baden diretta da Zsolt Nagy.
Nel 1997 scrive "Afrodite" per orchestra, che non è altro che "L'épreuve du labyrinthe" trascritta per orchestra, eseguita anni dopo, nel 2016, dall'Orchestra del Teatro Massimo di Palermo diretta dall'autore.
Tra il 1996 e 1998 Brizzi scrive due brani per ensemble che sono il punto d'arrivo di questo periodo di ricerche: "La lingua della soglia" per 7 strumenti, eseguito in prima a Parigi al Festival Présences 1997 dall'Ensemble dell'Orchestra Filarmonica di Radio France diretta da Tsung Yeh e "Barravento" per contrabbasso solista, sassofono basso concertante, ensemble e live electronics, eseguito in prima a Saint-Etienne, nel 1999 dall'Ensemble Orchestral Contemporain de Lyon diretto da Daniel Kawka con Jean-Pierre Robert e Daniel Kientzy come solisti. Ne "La lingua della soglia" Il punto di riferimento iniziale sono stati, per il compositore, gli studi di Simha Arom sulla musica dei pigmei Aka dell'Africa Centrale. Brizzi ha messo a fuoco "il carattere ambiguo delle altezze e delle durate generate per la polimetria e la tecnica dell'hochetus, l'interconnessione poliritmica di accenti, timbri o attacchi di figure diverse che si svolgono simultaneamente, lo spessore dei gradi della scala e la loro fusione nel timbro". In "Barravento" pone le stesse basi ma utilizzando ritmi e melodie del culto animista afro-brasiliano conosciuto come Candomblé. "Nel dizionario della lingua portoghese Aurélio si legge che barravento è l’attimo immediatamente precedente alla propulsione nello stato di trance". Brizzi ci presenta qui una sequenza di ritmi e melodie dedicate ai principali orixá del candomblé che conducono, come nelle loro cerimonie autentiche, allo stato d'ipnosi poliritmica fino al punto culminante dove tutto si sospende su lunghissime risonanze elettroniche che lasciano intravedere il mondo con lo sguardo di un iniziato in stato di possessione.
Partendo dall'esperienza di queste esecuzioni, Brizzi individua come un problema far suonare a musicisti che fanno parte dalla cultura classica occidentale procedimenti musicali e ritmi (con i relativi timbri) che normalmente si manifestano esclusivamente attraverso la cultura orale. Inizia così la sua collaborazione con percussionisti di Bahia che non hanno formazione musicale classica. Con una serie di accorgimenti che perfeziona progressivamente arriva a "far incontrare questi ritmi non scritti, ma estremamente precisi nell'atto delle esecuzioni, con partiture di musiche scritte in forma anche complessa".
Nel 1998 va a vivere a Salvador Bahia, dove riceve l'incarico di visiting professor all'Università federale di Bahia e nello stesso tempo in cui approfondisce con gli allievi di composizione dell'università le articolazioni musicali dei linguaggi musicali classici, inizia a frequentare e a collaborare con alcuni musicisti dell'area popolare. Fonda dapprima un gruppo di percussionisti, Terra em Transe, con il quale esperimenta dei modi di comunicazione che permettono di "comporre" in tempo reale stilemi ritmici inusuali partendo esclusivamente dalle basi della cultura orale che li hanno prodotti e conservati nella memoria storica dei discendenti dagli africani. Produce una serie di pezzi per il film di Georg Brintrupp "Tambores e deuses" prodotto da ARTE. Queste stesse musiche sono state portate in tournée in Italia con concerti, nel 2001, in Piazza Duomo a Milano, Pisa, Venezia per approdare nel 2002 al festival di percussione Percpan, di Salvador Bahia, con la partecipazione di Gilberto Gil e Arnaldo Antunes.
Inizia un decennio dove Brizzi si rivolge a composizioni dal linguaggio trasversale, senza preconcetti culturali, dove semplici melodie e sofisticazioni tecnologiche assumono la stessa importanza: nasce il suo album Brizzi do Brasil (1998-2002), 12 canzoni con testi di Aldo Brizzi, Augusto de Campos, Zeca Baleiro, Tuzé de Abreu e Francisco Serrano a cui hanno partecipato Caetano Veloso, Gilberto Gil, Augusto de Campos, Arnaldo Antunes, Carlinhos Brown, Margareth Menezes, Olodum, Teresa Salgueiro (cantante di Madredeus), Tom Zé, Ala dos Namorados, Virgínia Rodrigues e Zeca Baleiro. oltre a strumentisti di area sia popolare che colta. L'album ha vinto il Trofeu Caymmi in Brasile, come miglior disco dell'anno 2003 e il brano "Misterio de Afrodite" è stato selezionato dalla A. Hepburn Foundation entrando nella compilation UNICEF 2004. Con questo disco, Brizzi, esce dai confini d'interesse della musica contemporanea e altri settori della critica musicale e di pubblico lo vedono come l'avvenimento di quel momento: " Brizzi do Brasil è uno dei dischi di cui più si sta parlando da qualche tempo a questa parte", "Aldo Brizzi è una specie di miracolo. Italiano, è riuscito a firmare uno dei più interessanti dischi di musica brasiliana del momento", "sapiente mistura di elettronica, sound brasiliano e pulsazioni africane. ...Il risultato è qualcosa di estremamente nuovo eppure di intimamente noto, di apparentemente orecchiabile.". Ma anche musicologi che sempre hanno seguito il percorso musicale d'avanguardia di Brizzi, come Renzo Cresti, seguono il compositore in questa novità: "Brizzi filtra attraverso il suo bruciante e velenoso pensiero, un veleno che lui, alla maniera dei cacciatori di caccia grossa, si inietta piano piano, in maniera da esserne immune; un veleno che uccide gli accademici e i formalisti di ogni latitudine e longitudine, lasciando vivere chi sa concedersi a una musica naturale".
In quegli anni Brizzi s'immerge anche in lavori di trascrizione e ricreazione: dapprima l'orchestrazione di "Alma Brasileira" di Villa-Lobos, presentata al Festival del Centro Historico, Messico 1992, eseguita da La Camerata Panamericana, in seguito la revisione di due grandi brani per orchestra di Jorge Peixinho, "A viagem natural da invenção" (1998) e "Eurídice reamada" su commissione della CESEM di Lisbona e il ciclo completo degli Spanishes Liederbuch di Hugo Wolf per voci e 7 strumenti, eseguito in prima al Festival di Ludwigsburg del 2003 con la direzione di Aldo Brizzi. Anche nella musica popolare Brizzi inizia contribuire con arrangiamenti del tutto personali, co-producendo il doppio album "Cristal" del gruppo portoghese Ala dos Namorados (EMI), Disco d'Oro in Portogallo nel 2000, dove spicca l'orchestrazione di "Canção de Edith" di Manuel Paulo, registrata con l'Orchestra Filarmonica di Torino. Negli anni successivi firma arrangiamenti e orchestrazioni per progetti di Arnaldo Antunes (2002), Zeca Baleiro(2002), Adriana Calcanhoto (2008) ed Eugenio Bennato (2008).
Nel 2000 scrive "En to pan" per sassofono (sopranino e contrabbasso) ed elettronica elaborata negli studi del GRM a Parigi ed eseguita all'Auditorium de Radio France da Daniel Kientzy. Nel 2001 vengono alla luce ben tre brani per pianoforte: "Blue", dove un ostinato melodico dapprima semplicissimo si sviluppa fino a divenire estremamente virtuosistico, scritto per Marcel Worms ed eseguito in prima ad Amsterdam, "Le terre della dea lontana", eseguito da Silvia Belfiore ad Assisi e "Giuliana Angela" eseguito in prima da James Clapperton al festival Antasten di Heilbronn. A proposito di quest'ultimo brano l'autore ha scritto: "Giuliana Angela era il nome di mia mamma. Ogni attimo è una lieve linea di un labirinto tra carillon e requiem, tra requiem e ninna-nanna. E ogni momento rappresenta passaggi diversi della memoria intesi come ere geologiche differenti dello stesso paesaggio".
Nel 2002 compone "Endless Trails", un vasto ciclo per le voci etniche di Neela Bagvath (cantante indiana), Wimme Saari (cantante lappone), 3 flauti, 3 percussionisti afro-brasiliani ed elettronica in surround 7.1. Viene presentato in prima al festival 38° Rugissants di Grenoble, seguito dalla tournée in Francia nel 2002 e da esecuzioni al World Social Forum di Mumbai nel 2004 e al Festival di Nuova Consonanza a Roma nel 2007. Si tratta di un grande affresco, 13 brani con una durata complessiva di quasi due ore, che trattano del senso del sacro nel suono, passando da armonie dalla densità spettrale a poliritmie cariche di energia e sfidando le convenzioni della musica di cultura orale e scritta, che qui coesistono in una forma naturale, sebbene a livelli di complessità vertiginosa.
Sulla scia di Brizzi do Brasil, Aldo Brizzi compone una seconda serie di canzoni che affida ad un gruppo che fonda in Brasile, Aço do Açúcar, formato dalla vocalist Graça Reis, da chitarra, percussione, tastiere ed elettronica. I testi sono di Carlos Rennó, Aldo Brizzi, Francisco Serrano. Registrato nel 2004 il disco esce per un'etichetta brasiliana indipendente nel 2005.
Nel 2005 con il regista e drammaturgo Alfredo Arias presenta Mambo Mistico (Théâtre National de Chaillot, Parigi poi a Nantes e Marsiglia), che ottiene il premio Les souffleur come miglior musica per la stagione teatrale 2004-05 in Francia. Il lavoro, per 8 cantanti, bandoneon, chitarra, contrabbasso, 2 percussionisti, tastiere ed elettronica, è stato presentato come musical ma in realtà si tratta di una vera e propria opera in due atti. La musica esalta la nostalgia, l'umorismo nero, la dolcezza, l'insolenza e l'ironia crudele della trama con la sua immediatezza melodica e l'ipnotica presenza politmica. La struttura musicale è quella di un'opera moderna mentre la sfilata di ritmi latinoamericani conduce in un viaggio nel profondo della musica di un intero continente. Dal bolero al mambo, dal foxtrot all'habanera, Brizzi strizza l'occhio a questi ritmi e melodie tradizionali, riassemblandoli in una proposta molto contemporanea.
Nel 2007 presenta il progetto Loving Glance, musica elettronica dilatata dalla melancolia brasiliana della voce femminile di Graça Reis. Qui la musica si sviluppa tra diversi generi e copre un vasto spettro di elettronica e musiche influenzate dall'elettronica. Combina elementi di trip hop, drum'n bass e classica con ritmi di world music come la bossa nova.
Tra il 2008 e il 2011 allarga ulteriormente ad altre forme digitali il processo iniziato con Loving glance. Nascono concerti multipiattaforma di “mixed realities” con Graça Reis (contemporaneamente sia sul palco tradizionale sia con interazioni video operate a distanza via internet) e una musica elettronica che sfugge ad ogni tentativo di classificazione. Principali performances: all'“Auditorio Nacional” a Città del Messico, a Santiago del Cile, a La Paz in Bolivia, “Oi Futuro Ipanema” a Rio de Janeiro, al “TCA” a Salvador, al “BDB” a San Paolo, all'“Oxident” a Berlino, al “Teatro Mercadante” di Napoli, al “Festival Gmem” a Marsiglia, alla “Queen Elizabeth Hall” e al “Ronnie Scott's” a Londra, a “Palazzo Ducale” a Milano, all'Opera del Cairo, al Castello di Rivoli, al festival di Montreux, in una tournée in Charente Maritime, per concludersi con registrazioni nei GRM Studios di Parigi e con una serie di video in 3D prodotto da 3DAllianceItalia a Bologna. I brani sono canzoni con testi di Brizzi in lingua portoghese, italiana, francese, inglese, tra cui ricordiamo "Cidades", "Abraça", "Net & nights", "Afrobarroco", "Venivi da un luogo lontano", "Everness", "Jour après jour". Un ulteriore step viene raggiunto con arrangiamenti creativi su musiche pre-esistenti, delle quali Brizzi rivela profondità difficili e difficilmente immaginabili negli arrangiamenti originali. Citiamo "Estate" di Bruno Martino, "Syracuse" di Henri Salvador e Bernard Dimey, Resta cu mme di Domenico Modugno e soprattutto molte canzoni brasiliane, tra cui "Insensatez", "A garota de Ipanema", "Canto de Ossanha", "O grande amor", "É doce morrer no mar".
Negli stessi anni scrive brani per piccoli ensemble classici o solisti, tra i quali "Fontana remix" (2009) per pianoforte a quattro mani ed elettronica, presentato in prima alla Fondazione Cini, a Venezia, dal duo Spinosa-Calcagnile; "Cobalto" (2011) per flauto, viola, chitarra e pianoforte (stessa formazione di un brano che Jorge Peixinho aveva dedicato a Brizzi nel 1981, "Serenata per A" eseguito in prima a Montijo dal GMCL, "Iris" per viola (2012) eseguita in prima a Kempten da Maurizio Barbetti; "Wedgwood" per pianoforte (2012), presentato a Baku da Azer Muradov; "Bianco papiro" per pianoforte a quattro mani (2014) eseguito in prima alla Berliner Kabarett Anstalt di Berlino da Yury Krimashi & Jonas Olsson; "Krishna Étude" per flauto (2015) eseguito in prima al Teatro in Scatola, Roma 2015 da Andrea Ceccomori. In questi brani Brizzi insinua, fin dai titoli, nomi di colori capaci da soli di farci intuire l'atmosfera armonica, timbrica o politimbrica della composizione, in cui ritroviamo, ad un grado di maturazione capace di compiere una sintesi, di tutti i piani di ricerca timbrica, poliritmica e, qui in maniera flagrante, sottilmente melodica o polifonica. I testi di presentazione si riducono alla mera descrizione del colore, del suo fenomeno in natura e della conseguente applicazione a livello sonoro. Ciò evoca quanto René Guénon rivela in I sette raggi e l'arcobaleno: "un numero indefinito di sfumature intermedie tra questi colori, dal momento che la transizione dell'uno all'altro si opera in modo continuo e insensibile".
"Antracite" per sassofono basso e tastiera vintage (Farfisa dual Combo), del 2012, è un discorso a parte, trattandosi di una produzione da studio ideata da Daniel Kientzy, i cui gli sviluppi portano a Vela, il terzo album discografico di Aldo Brizzi. La gestazione di Vela è durata dal 2013 al 2015. Sono sette brani per sassofono solista e tre ensemble. In ciascun brano Brizzi utilizza un tipo differente di sassofono, dal sopranino al contrabbasso. Gli ensemble sono rispettivamente un gruppo di fiati, un gruppo di ottoni e un quintetto d'archi. Ciascuno ripercorre lo stesso materiale armonico ma con articolazioni che fanno sembrare che il primo gruppo suoni una musica in tempo moderato, il secondo una musica veloce e il terzo, gli archi, un adagio. In ognuno dei sette brani, Brizzi offre una delle combinazioni possibili: il solista accompagnato da uno solo dei tre gruppi, altri tre brani dove i gruppi sono sovrapposti a due e il settimo dove tutti e tre i gruppi suonano contemporaneamente. Il solista suona in ogni brano delle variazioni sullo stesso materiale musicale. Gli ensemble sono stati registrati (separatamente) al Conservatorio di Blois e poi montati e sovrapposti in studio. Nonostante la costante ripetizione dello stesso materiale musicale, il fatto di venire proposto in stratificazioni diverse, crea un'inaspettata dinamicità d'ascolto nell'arco dei 70' di durata.
Lo stesso materiale musicale viene riproposto in "Nimrud" per orchestra di flauti, dove nella perforante pressione sonora di 20 parti di flauti (dagli ottavini agli ottobassi) ricrea il senso di labirinto micromelodico, ritmico e di sensazione di velocità sovrapposte di "Vela". La prima è stata presentata a Parigi, dall'Orchestre de Flutes Français nel 2015. Nel 2016 Brizzi sviluppa ulteriormente questa tecnica di sovrapposizioni labirintiche in un brano per grande ensemble, "Palmira", mai eseguito.
Per quanto riguarda il teatro musicale e l'opera, gli anni '10 sono il periodo più fecondo. Nel 2012 scrive l'opera multimedia Alter, un progetto sulla migrazione, memoria e identità per un attore, una cantante, un operatore digitale ed elettronica. Brizzi firma libretto, musica ed elaborazione delle immagini. Alter viene eseguita in otto città francesi nell'agosto dello stesso anno. Nel 2014 termina l'opera da camera Gabriel & Gabriel, destinata ad un pubblico giovanile, tratta da un testo di Pauline Alphen, commissione dell'Ensemble AlmaViva Archiviato il 1º febbraio 2021 in Internet Archive., regia di John Dew e coreografia di Mei Hong Lin, eseguita in prima al Théâtre de Rungis seguita da 19 recite al Théâtre Dunois, Parigi, e da repliche all'Opéra de Tours e alla Scène Watteau. in Gabriel et Gabriel "la drammaturgia ruota attorno a giochi di specchi tra i due attori che interpretano il ruolo dei bambini, le due cantanti che interpretano i ruoli della madre di Gabriel-Brasil e della madrina di Gabriel-Francia e due musicisti (pianoforte e chitarra). Le voci degli strumenti simboleggiano l'incontro tra la tradizione accademica europea e la cultura popolare brasiliana, esplorano tutte le possibili forme di scambio. Portati da questa musica multipla, gli spettatori sono invitati ad abolire i confini, per andare all'incontro dell'altro"
Nel 2013 riceve, dalla SACD-Beaumarchais, la bourse d'écriture a Parigi per il progetto d'opera “Cilégie”, su libretto di Bertrand Brouder, della quale, per ora, Brizzi ha scritto solo alcune arie del primo atto.
Nello stesso anno Brizzi incontra l'artista indiano Raghunath Manet e insieme, partendo da temi classici dell'India del Sud e da ritmi elettronici provenienti dalle multiple esperienze ritmiche e sonore di Brizzi, compongono una serie di 12 brani, Holos, dove Raghunath Manet canta, suona ritmi percussioni e vocali e suona la vina. Questa serie di brani viene portata in tournée nel 2015, con la partecipazione di Graça Reis, Rohan de Saram e Andrea Ceccomori inserita in un repertorio che va da Brizzi a Palestrina a Scelsi.
Inizia anche una nuova fase di arrangiamenti orchestrali. Nel 2013 firma l'orchestrazione di "Você é linda" di Caetano Veloso che dirige al Festival di Sanremo. Altri arrangiamenti e ricreazioni per voci popolari e orchestra si susseguono: per Toquinho firma una decina di arrangiamenti per coro e orchestra di brani quali "Eu sei que vou te amar", "Canto de Ossanha", "Berimbau", "Samba de Orly", eseguiti a Palermo e al Teatro Greco di Taormina con coro e orchestra del Teatro Massimo. A Salvador Bahia, a seguito di un'intensa collaborazione con il Cortejo Afro Archiviato il 2 febbraio 2021 in Internet Archive., nel gennaio e febbraio 2017 presenta ricreazioni per voci, piccola orchestra e gruppo di percussioni, di brani di Gilberto Gil tra cui "Domingo no Parque", "Superhomen", "Pai e Mãe", Andar con fé", "Haiti". Vengono eseguiti in sei concerti in piazza, nel Pelourinho a Salvador, avendo come invitati Daniela Mercury, Maria Gadu, Chico Cesar e il proprio Gilberto Gil, con il quale, con questo stesso progetto, sfila nel Carnevale di Salvador. Nel frattempo Aldo Brizzi e Gilberto Gil compongono un'opera (Amor Azul, iniziata nel 2016 e terminata nel 2020) e decidono di presentare insieme al repertorio di canzoni già pronto, anche qualche brano della nuova opera, ancora in fase di composizione, in una tournée europea intitolata Preludio, fatta nel novembre 2017 con il Cortejo Afro, il Núcleo de Ópera da Bahia e la Nova Ópera de Lisboa. Si presentano in concerti al Barbican di Londra, alla Finlandia Talo di Helsinki, al Teatro Cilea di Reggio Calabria al festival Baloise Session di Basilea e su RAI2 in un programma di Mika. Di questo concerto Clive Davis ha scritto: "una festa prodigiosa - anche ottoni e fiati facevano parte dello spettacolo - confidiamo che Gil e Brizzi ci portino a breve un altro momento della loro collaborazione. Questo è un progetto estremamente ambizioso che appartiene a quella nobile missione brasiliana di eliminare le barriere tra musica classica e musica popolare".
Nell'ambito della musica puramente elettronica, nel 2013 firma la sonorizzazione delle vigne e cantine del Barolo a Bricco Rocche in occasione di una esposizione di Valerio Berruti. Ma questo materiale sonoro diviene dapprima musica per danza, che il coreografo Ugo Pitozzi presenta in forma sperimentale a Valenza, in un seminario del 2016 per poi sfociare in "Wieder", una sorta d'immensa sinfonia per suoni elettronici con tre lied per soprano dalla durata complessiva di quasi due ore. In forma completa è stato presentato a Tolstefans in Germania e poi, in versione ridotta a Turku e Roma. " La musica è un adagio trompe l’o(re)il… Un tema dalla melodia infinita e circolare, espone, sale al punto culminante e decade fino all’ultimo sguardo nostalgico su ciò che è stato. Ricomincia: (ac)cadono nuovi timbri, che nascono da dentro il suono stesso ormai salito a status di hypnosis: questi timbri rivelano trame interne, ciò che si credevano accordi si rivelano dissonanze, ciò che si pensavano essere accompagnamenti si rivelano melodie altrettanto primarie che lanciano ombre e vuoti nella melodia infinita. Il tema si ripete circolarmente per molte volte, il tempo sembra sospeso, ma nulla mai è uguale. Le dissonanze provocano ritmi interni che divengono percussioni ostinate... La musica è un film immaginario e come una sinfonia circolare nello spazio acustico, con accorgimenti psico acustici subliminali, diviene la scenografia, la fotografia di se stessa. Una voce aggiunge una melodia, ossia un ulteriore senso: il testo, in tedesco, si basa sul suffisso wieder e si basa solo su parole o frasi che contengono la parola/suffisso wieder. Così il testo ci ipnotizza sul suono della parola, che rispetto alla musica è in contrappunto ma come la musica è sempre uguale e sempre di significato diverso, come infinite variazioni su un ritorno, un eterno ritorno in altri degli infiniti mondi possibili. L'esecuzione del Festival di Nuova Consonanza, a Roma, nel 2019, ha aggiunto un ulteriore livello, l'apporto creativo di Hirosuke Kitamura, fotografo e video artista giapponese che crea due video da proiettare contemporaneamente fatti "d'immagini ossessive, violente dove sembrano melanconiche, dolci dove sembrano crudeli. Ipnosi monocromatiche esplose in infinite varietà di colori possibili".
Nel 2016 fonda a Salvador Bahia, con il soprano Graça Reis, il Núcleo de Ópera da Bahia. Per il Núcleo prepara l'orchestrazione di Treemonisha di Scott Joplin, per 13 strumenti (idealmente ispirato all'orchestrazione originale, per 9 strumenti, oggi perduta). L'opera viene presentata a Salvador nel 2016 e 2017 e poi a Lisbona. Nel giugno 2017 presenta l'Oratório de Santo Antônio, una serie di brani tradizionali portoghesi e del Brasile tardo barocco interpolati a brani originali di Brizzi, "Ave Maria", Pater Noster" e "Palestrina Jesu Rex", per quattro solisti vocali, coro, flauto, clarinetto, violino e contrabbasso.
Nel 2017 lavora come direttore artistico al film su Scelsi di Sebastiano d'Ayala Valva. In una delle scene del film, Brizzi viene filmato nella casa di Scelsi, mentre improvvisa all'ondiola appartenuta al Maestro. In seguito, con il materiale registrato, compone un brano "Spectre... World", premio Marx-Wilde-Lieder 2018 (Trier, Birmingham).
Nel 2018 scrive l'Ópera dos terreiros, opera in tre scene e un epilogo per 6 personaggi principali, coro, percussioni ed elettronica. Il libretto lo firma con Jorge Portugal. "La storia è un Romeo e Giulietta ambientato al tempo della schiavitù a Bahia dove, nei campi di lavoro, convivevano tribù africane antagoniste. Esseri immateriali determinano, non visti, il corso degli eventi, un mondo parallelo dove il mondo magico di Shakespeare si unisce al mondo degli Orixá, cioè agli Dei del culto animista africano. Si tratta di un’opera tradizionale, contemporanea e ancestrale allo stesso tempo. Troviamo inestricabilmente concatenati il canto lirico, l'elettronica contemporanea, che si articola come un'orchestra sinfonica senza mai ricordarne i timbri e la forza della percussione etnica afro-brasiliana". L'Ópera dos terreiros è stata presentata dal Núcleo de Ópera da Bahia a Grenoble e Roma nel 2019 e nella sua forma completa alla Concha Acústica di Salvador nel marzo 2020, a Belém nel 2022 e nuovamente a Salvador nel 2023.
Sempre nel 2020 termina le orchestrazioni di "Amor Azul" opera in due atti per 5 solisti principali, danza indiana, percussioni afro-brasiliane, coro e orchestra sinfonica. Il libretto è di Aldo Brizzi (in collaborazione con André Vallias), la musica di Aldo Brizzi e Gilberto Gil. La storia tratta degli amori di Krishna e Radha, vista attraverso la lente del Cantico dei Cantici, del Nuvolo Messaggero di Kalidasa e, ovviamente, del Gitagovinda di Jayadeva. La prima in versione da concerto º stata presentata a Parigi nel dicembre 2022 con in scena Gilberto Gil, le voci del Núcleo de Ópera da Bahia, l'Orchestra Filarmonica e il coro di Radio France.
Nel 2021 esce Holos, disco di 12 brani scritti ed eseguiti con Raghunath Manet e scrive l'opera "Jelin", liberamente tratta dalla commedia pastorale piemontese "Gelindo", È un'opera comica in due atti, sullo sfondo degli avvenimenti magici, storici e religiosi dell'anno zero. Scritta per 12 personaggi principali e piccolo coro femminile, prevede un'orchestra di circa 40 elementi. La prima esecuzione avviene ad Alessandria, il 17 settembre 2021.
Nel 2022 esce il CD de "Oratório de Santo Antônio", otto brani, tra cui tre originali di Brizzi e gli altri sono re-invenzioni ("extraduções" come si legge nella presentazione, di canti devozioni leso-brasiliani". Il disco è realizzato dal Núcleo de Ópera da Bahia.

### Aldo Brizzi direttore d'orchestra
Direttore principale dei “Ensemble of Ferienkurse” - Darmstadt (1990-94), del Grupo de Música Contemporânea de Lisboa (1995-96) e dell'Akanthos Ensemble (1992-1998 / 2002-2005), del Nuovo Ensemble Italiano (1986-87) e dell'Ensemble Antidogma di Torino (1982-85). È dal 2016 direttore musicale del Núcleo de Ópera da Bahia, Brasile.
Negli anni '80 segue corsi di Franco Ferrara ad Assisi e Pierre Dervaux a Saumur e poi con Pierre Boulez al Centre Akanthes di Avignone e con Leonard Bernstein all'Accademia di Santa Cecilia a Roma. Ma soprattutto segue Celibidache dapprima al Goethe Institut e alla Schola Cantorum a Parigi, in seguito ai suoi seminari all'Università di Magonza e segue, tutte le prove con l'Orchestra Filarmonica di Monaco di Baviera, i suoi incontri privati con gli studenti sia in Germania che in Francia.
Esordisce dirigendo occasionalmente alcune sue composizioni. Nel 1982 a Darmstadt inizia a dirigere brani di altri compositori e da allora si moltiplicano i concerti dove Brizzi dirige autori contemporanei e si moltiplicano le tournée in Europa e America. Autori di spicco di quei primi anni sono Schoenberg, Maderna, Castiglioni, Clementi, Ligeti (con un concerto a Settembre Musica, a Torino). Nel 1986 il primo incontro con le musiche di Giacinto Scelsi, a Darmstadt dove Pranam II viene addirittura bissato. Nel 1987 Brizzi inizia una serie di concerti in Francia, Svizzera, Israele, Stati Uniti, Romania e Moldavia, dove approfondisce la lettura e l'esecuzione del repertorio di musica classica. Da ricordare i concerti con solisti quali Dan Grigore, nel concerto per piano di Listz, Dorin Marc nel concerto per contrabbasso di Mortari, Ezio Bosso e Silvio Bresso Archiviato il 4 maggio 2018 in Internet Archive. nel doppio concerto di Bottesini, Hanna Schaer Archiviato il 23 gennaio 2021 in Internet Archive. nei Wesendonck Lieder di Wagner, Michiko Hirayama e il Quartetto Arditti in alcuni brani di Scelsi. Alla fine degli anni '80 esegue molte prime esecuzioni di musiche di Scelsi (tra cui Yamaon e Les funerailles d'Alexandre al festival Musica 88 a Strasburgo) ma anche di altri autori quali Gerardo Gandini, Paisaje imaginario, con l'Orquestra sinfonica de México con l'autore al pianoforte, Ennio Morricone, Ombra di lontana presenza, viola solista Maurizio Barbetti, Orchestra Pergolesi di Jesi e Luc Ferrari, vari brani in prima al Festival MANCA di Nizza con il Gruppo Musica Insieme di Cremona. Tra i dischi di spicco, due CD con registrazioni inedite di Scelsi che hanno ottenuto premi come “Superchoc de Le Monde de la Musique” e il “Diapason d'or". Partecipa a programmi di Radio France, France Culture e di varie televisioni, tra cui la registrazione del Requiem di Mozart per la TV moldava e dell'opera La Sunamita di Marcela Rodriguez per la TV messicana. In presenza di Cage dirige Ryoanj, solista Pierre-Yves Artaud, a Darmstadt nel 1990 e nello stesso anno dirige Eclipses di Francis Miroglio in un programma che comprendeva anche Bach, Mozart, Webern e Brizzi con i Philharmonisches Kammermusik Collegium Berlin, un gruppo d'archi solisti della Filarmonica di Berlino.
Negli anni '90 si dedica all'opera contemporanea, dirigendo dapprima Quasiopera di Liviu Danceanu all'Ateneo di Bucarest. Seguono Satyricon di Maderna (ad Orléans con regia di Nicholas Isherwood e a Oporto con regia di Cornelia Geiser), La Sunamita di Marcela Rodriguez al Teatro de la Ciudad in Messico (regia di Jesusa Rodriguez), Inferno di gelo di Francis Miroglio a Orléans (regia di Carmelo Agnello), un'opera da camera di Enrico Cocco all'Auditorium di Roma e La rosa de Ariadna di Gualtiero Dazzi, presentato con la regia di Stéphane Braunshweig a Strasburgo, Berlino, Parigi, Orléans, Anversa.
Nel 1993, per il World Music Days ‘93, dirige un evento unico: un concerto alle Piramidi di Teotihuacán, in Messico, musiche contemporanee eseguite da musicisti disseminati tra le varie piramidi, per un pubblico di 7000 persone.
Partecipa, come direttore d'orchestra e autore delle orchestrazioni, a progetti di molti artisti di musica popolare, tra cui Caetano Veloso (Festival do Sanremo), Gilberto Gil, (in Brasile e in tournée in Europa), Teresa Salgueiro, Toquinho (con l'orchestra del Teatro Massimo di Palermo) e con il gruppo di fado moderno Ala dos Namorados, dirigendo una tournée con l'Orchestra Metropolitana de Lisboa (disco live realizzato in Portogallo).
Nel 2017 dirige Okanagon e Uaxuctum di Scelsi per il film Il primo movimento dell'immobile di Sebastiano d'Ayala Valva Archiviato il 3 febbraio 2021 in Internet Archive., dirigendo coro e orchestra Philharmonique di Radio France. Le registrazioni integrali sono disponibili su Arte concert.
Come direttore musicale del Núcleo de Ópera da Bahia, dal 2016 ha diretto Treemonisha di Scott Joplin, l'Oratório de Santo Antônio, l'Ópera dos Terreiros in Brasile e in tournée in Europa.

### Premi
Come compositore riceve: “Venezia Opera Prima” - Venezia (Teatro La Fenice – giuria: Franco Donatoni, Giacomo Manzoni, Aldo Clementi) 1981; “Anno Europeo della Musica 1985” (Festival d'Automne Paris, WDR, Biennale di Venezia – giuria: Iannis Xenakis, Luigi Nono, Helmuth Lachelman, Mario Messinis); “Franco Evangelisti 1986”- Roma: presidente della giuria: Ennio Morricone). “Junge Komponisten Forum 1989” – Colonia; Trofeu Caymmi - Brasile 2003 (per il cd “Brizzi do Brazil” come miglior disco dell'anno): selezione della A. Hepburn Foundation Archiviato il 26 novembre 2020 in Internet Archive. (il brano “Mistério de Afrodite” viene inserito la compilation UNICEF 2005) Les Souffleur – Parigi
2005 (per il musical “Mambo Mistico” come “miglior musica per teatro 2004-05”), SACD-Beaumarchais Archiviato il 26 novembre 2020 in Internet Archive. 2013 (Parigi) bourse d'écriture per il progetto d'opera “Cilégie”, Marx-Wilde-Lieder 2018 (Trier, Birmingham).

### Commissioni
Composizioni commissionate da: Théâtre National de Chaillot di Parigi, Hugo-Wolf-Akademie, Stoccarda; Orchestra Jazz-Sinfônica San Paolo-Brasile; Antasten Festival Heilbronn; Cesem, Lisbona; Fondazione Gulbenkian di Lisbona; GRAME di Lione, Istituto Svizzero di Roma; Ministero della Cultura Francese; Radio France; SACEM; Festival 38e Rugissants di Grenoble, Donaueschinger Musiktage; Fondazione Royaumont; ASAFRA di Parigi; AlmaViva Ensemble, Town of Bielefeld, MegaTon Archiviato il 15 giugno 2021 in Internet Archive. di Belgrado.

## Discografia

### Aldo Brizzi compositore
- Canto sulla lontananza per viola in Vincent Royer - Edipan (vinile), Italia 1988
- Giacinto Scelsi - Les funerailles d’Alexandre versione di Aldo Brizzi 1988 in "Scelsi - memorie vive", Gruppo Musica Insieme di Cremona, direttore Aldo Brizzi - CD INA/Mémoire vive 262009, Francia 1993
- Hector Villa Lobos - Alma brasileira (Choro n. 5) - orchestrazione Aldo Brizzi in Sabor latino, La Camerata, direttore Jesús Medina, CD Crescendo PFCD-1703, Messico 1994
- Canto sulla lontananza (1982) per viola - in Maurizio Barbetti, Rara-Kho CD PHM 9409826B, Italia 1994 (riedizione 1997)
- Hommage to Friedrich Hommel, composizione collectiva di Durand, Fox, Barlow, Platz, Stäbler, Grillo, Brizzi, Flammer, Barrett, Banquart, Hosokawa, Redgate, Dadelsen, Herfert, Heyn, Ferneyhough in 50 years of new music in Darmstadt, Ensemble dei Ferienkurse di Darmstadt, direttore Aldo Brizzi, CD Col Legno LC 7989, Germania 1996
- The labyrinth trial (disco monografico), 1. L’épreuve du labyrinthe (1995-96) viola e nastro elettroacustico - Maurizio Barbetti, 2. Nochecita (1993) 3 vibrafoni e 3 maracas - Brake Drum Percussion, 3. Tardecita (1994-95) 2 chitarre - Francesco Cuoghi e Massimo Agostinelli 4. el olvido, el futuro (1997) viola e nastro - Maurizio Barbetti 5. Orphée (1995) flauto, arpa, viola e chitarra - Ensemble Orphée 6. L’épreuve du labyrinthe (1995-96) versione per solo nastro elettroacustico, CD Rara-Kho PHM971606AB, Italia 1998
- Serenata per J per 2 sassofoni sopranino sovrapposti, in In Memoriam Jorge Peixinho, Sassofoni Daniel Kientzy, CD Musica Nova NMCD 5110, Francia 2000
- L’épreuve du labyrinthe per viola e nastro elettroacustico in Leonardo Music Journal, viola Maurizio Barbetti, LMJ 2000, USA 2000
- Brizzi do Brasil (disco monografico di canzoni), 1. Meninas de Programa (Aldo Brizzi) - voce Gilberto Gil - 2. Mistério de Afrodite (Aldo Brizzi) - voci Teresa Salgueiro & Caetano Veloso - 3. Exílio (Aldo Brizzi - Zeca Baleiro) - voce Zeca Baleiro - 4. Cat's (Aldo Brizzi) - voce Virgínia Rodrigues - 5. O Amor (Aldo Brizzi - Francisco Serrano) - voci Margareth Menezes & Arnaldo Antunes - 6. Toi (Aldo Brizzi - Barbara Toy) - voce Carlinhos Brown - 7. Ondas (Aldo Brizzi - Tuzé De Abreu) - voci Teresa Salgueiro & Zeca Baleiro - 8. Ão (Aldo Brizzi - Augusto De Campos) - voci Caetano Veloso / Augusto de Campos - 9. Velada ou Revelada (Aldo Brizzi - Francisco Serrano) - voci Virgínia Rodrigues & Nuno Guerreiro / percussione Olodum - 10. Abraça o meu abraço (Aldo Brizzi - Arnaldo Antunes) - voce Arnaldo Antunes - 11. Down, Down, Down (Aldo Brizzi - Francisco Serrano) - voce Tom Zé - 12. Este Era Un Gato (Aldo Brizzi - Francisco Serrano) - voce Nuno Guerrero, partecipazione Ala dos Namorados, CD Eldorado/Sony Brasil 278408, (territorio brasiliano) 2002 / Amiata Records ARNR 0304 - (resto del mondo) 2004
- Mistério de Afrodite in Brasile, compilation allegata a "L'Espresso", Gruppo Editoriale l'Espresso, WM 03, Italia, 2003
- Mistério de Afrodite in All children's in school - UNICEF/A. Hepburn Foundation, USA 2004
- Aço do Açúcar (disco monografico con la cantante Graça Reis e il gruppo Aço do Açúcar), 1. a canção sem voz (aldo brizzi) - 2. a fêmea, o gêmeo (brizzi / rennó) - 3. a loira em tailleur (aldo brizzi) - 4. nua por prazer (aldo brizzi) - 5. complicada (aldo brizzi) - 6. duende del mar (brizzi / mesquita) - 7. querias querer (brizzi / serrano) - 8. statte vicino a’mme (baratta / ciervo / delle grotte, arrangiamento Brizzi) - 9. giuliana (aldo brizzi) - 10. a oberecê (canto tradizionale afro-brasiliano - versione brizzi) - 11. lua luz (brizzi / mesquita) - 12. ão (brizzi / de campos), CD ACOACO4001, Brasile 2005
- Mistério de Afrodite e Ondas in Obrigado (disco monografico di Teresa Salgueiro), CD EMI Portugal, 2006
- Reis (EP di Graça Reis), 1. A loira em tailleur - 2. Lua Luz - 3. Querias Querer - 4. Polyamour, testo e musica di Aldo Brizzi / tranne Querias Querer: testo Francisco Serrano, CD WorldMediaVision Messico, 2008
- Holo (EP di Aldo Brizzi) - 1. Holodrum - 2. Holoblack, musica elettronica, Digital release only, Ultrasonic B00N9BVP1U, Germania 2012
- Ouro contraluz per sax contrabbasso e 6 percussionisti in Megasax, Sassofono Daniel Kientzy, Percussione del Conservatorio di Blois, CD Nova Musica – NMCD5127 – Francia 2012
- Vela (ciclo di 7 brani per sassofono e 3 ensemble), sassofoni Daniel Kientzy, Ensemble Musique d’Avance, direttore Jean-Claude Dodin, CD Nova Musica NMCD5131 - Francia 2015
- Inner Red (EP di Aldo Brizzi) - 1. Fabio - 2. Nilza - 3. Phantasy - 4. Platõ - 5. Tennison,  musica elettronica, Digital release only, Ultrasonic B01FHTYN1K, Germania 2016
- Giuliana Angela in Contemporary Piano Music, pianoforte Silvia Belfiore, CD Da Vinci Classics - C00102- Giappone 2018
- Holos, di Aldo Brizzi e Raghunath Manet - Digital release only, M&UMusic Group, collana "Musica Presente" - USA 2021
- Oratório de Santo Antônio, canti devozionali luso-brasiliani nelle ricreazione di Aldo Brizzi, CD e digital release, CD Música Mundi, Brasile 2022

### Aldo Brizzi direttore d'orchestra
- Giacinto Scelsi - voce Michiko Hirayama, Quartetto Arditti - Salabert/Harmonia Mundi 2CD SCD8904-5, Francia 1990 / 1a riedizione: Disque Montaigne MO 782156, Francia 2002 / 2a riedizione: Stradivarius STR33805, Italia 2013
- La sunamita, opera in 2 atti di Marcel Rodriguez - Voci: Maria Luisa Taméz, Diana Alvarado, Janet Macari, Nicholas Isherwood, Regina Orozco, Rafael Sevilla, Jorge Valencia; La Camerata - 2CD INBA - Messico, 1992
- Scelsi - mémorie vive, Gruppo Musica Insieme di Cremona - CD INA/Mémoire vive 262009, Francia 1993
- Hommage to Friedrich Hommel, in 50 years of new music in Darmstadt, Ensemble dei Ferienkurse di Darmstadt, (miscellanea con altri direttori: Pierre Boulez, Bruno Maderna) - CD Col Legno LC 7989, Germania 1996Voci:
- La Rosa de Ariadna, opera di Gualtiero Dazzi - Susanna Moncayo, Ian Honeyman; Ensemble Itinéraire - CD Petals 006 - Finlandia 1997
- The labyrinth trial (Brizzi) - Ensemble Orphée - CD Rara-Kho PHM971606AB, Italia 1998
- Cristal - ala dos namorados (Manuel Paulo) - Orchestra Filarmonica di Torino - 2CD EMI 7243527512, Portogallo 2000
- Orquestra Metropolitana e Ala dos Namorados (Grieg - Holberg Suite, João Gil, Manuel Paulo), Orchestra Metropolitana di Lisbona - CD EMI-Montepio, CD 7243560723, Portogallo, 2004
- Horst Lohse - Organo Christoph Maria Moosmann, Bamberger Symphoniker - CD Neos 11604 - Germania 2016
- Jorge Peixinho - Grupo de música Contemporânea de Lisboa - La Mã de Guido, CD LMG2147, Portogallo, 2017

### Scritti di Aldo Brizzi
- "Nostro", in Autori vari, Proposte musicali, Edizioni del Centro Musicale Fiorentino, Firenze (1980)
- "Musica e ideologia", in Aldo Brizzi - Renzo Cresti, La musica, le idee, le cose, Edizioni del Centro Musicale Fiorentino, Firenze (1981) ASIN: B00P16FDOQ
- "My visits to Via San Teodoro", in I suoni, le onde... n. 2, Fondazione Isabella Scelsi, Roma (1991)
- "Giacinto Scelsi", in Pierre Albert Castanet - Nicola Cisternino, Viaggio al centro del suono Luna Editore, La Spezia (1992)
- "Wahrnehmung von Sinn und Zeichen im Lied" in Heinrich Heine von Dichtung un Musik, Hugo-Wolf Akademie, Tutzing (1996) ISBN 3 7952 0834 3
- "Scelsi", in Von Krachnistein zu Gegenwart, Daco Verlag, Stoccarda (1996) ISBN 3-87135-028-1
- "L'intimità rituale del gesto esecutivo", in I suoni, le onde... n. 21 Fondazione Isabella Scelsi, Roma (2008)
- "Il progetto musicale" in Valerio Berruti, Dove il cielo s'attacca alla collina, Silvana Editoriale, Milano (2013)
- "Le sorgenti inudibili del suono" Volume sulla musica spettrale di Horatiu Radulescu, con traduzione in inglese di Chiara Calabrese e un'intervista all'autore di Renzo Cresti, 84 pagg. Fiorenzo Bernasconi editore, (2022) ISBN 979-8441193153

### Scritti su Aldo Brizzi
- Renzo Cresti, "Aldo Brizzi, avvelenamento del linguaggio", in Rivista Pasquino musicale n. 7, Latina 1992
- Augusto de Campos, "Nóva Música: Brizzi do Brasil" in Música de Inveção 2, Editora Perspectiva, San Paolo (2016) ISBN 9788527310505
- Augusto de Campos, "Aldo Brizzi, na Bahia" in A prova do labirinto, programma del Teatro Rivoli, Oporto (aprile 2000)
- Flora Süssekind, "Nota sobre "ão" in Sobre Augusto de Campos, pp. 140–160, Viveiros de Castro Editora, Rio de Janeiro (2004) I>SBN 85-7577-134-5
- Renzo Cresti, "Avvelenamenti, labirinti, musiche del mondo" in Sito dedicato alla musica contemporanea, Lucca 2012
- Jorge Alfredo Guimarães, "A porta do labirinto" in Caderno de Cinema, (23-2-2013), Brasile
- Renzo Cresti, "Una girandola di presenti" in Musica presente, LIM, Lucca (2019) ISBN 978-88-5543-001-2
- Valerio Sebastiani, "Musica libera e realismo magico" in Quinte parallele, rivista digitale, Roma, 26 novembre 2019
- Antonella Vicini, "Let the music speak" in The Badger n. 6, pagg. 116-123, rivista digitale, 2020